# Козяк (Билє)
45°40′ пн. ш. 18°46′ сх. д. / 45.66° пн. ш. 18.77° сх. д.
Козяк (хорв. Kozjak) — населений пункт у Хорватії, в Осієцько-Баранській жупанії у складі громади Билє.

## Населення
Населення за даними перепису 2011 року становило 60 осіб.
Динаміка чисельності населення поселення:

## Клімат
Середня річна температура становить 11,03 °C, середня максимальна – 25,35 °C, а середня мінімальна – -5,94 °C. Середня річна кількість опадів – 630 мм.
| Клімат поселення                              | Клімат поселення | Клімат поселення | Клімат поселення | Клімат поселення | Клімат поселення | Клімат поселення | Клімат поселення | Клімат поселення | Клімат поселення | Клімат поселення | Клімат поселення | Клімат поселення | Клімат поселення |
| Показник                                      | Січ.             | Лют.             | Бер.             | Квіт.            | Трав.            | Черв.            | Лип.             | Серп.            | Вер.             | Жовт.            | Лист.            | Груд.            |                  |
| Середній максимум, °C                         | 5,70             | 7,73             | 12,35            | 17,04            | 22,34            | 25,35            | 25,22            | 24,87            | 20,62            | 15,18            | 9,18             | 5,30             |                  |
| Середня температура, °C                       | −0,13            | 1,90             | 6,50             | 11,20            | 16,50            | 19,53            | 21,28            | 20,91            | 16,70            | 11,24            | 5,25             | 1,36             |                  |
| Середній мінімум, °C                          | −5,94            | −3,92            | 0,70             | 5,40             | 10,69            | 13,70            | 17,34            | 17,00            | 12,76            | 7,31             | 1,32             | −2,58            |                  |
| Норма опадів, мм                              | 39               | 34               | 38               | 50               | 59               | 78               | 64               | 60               | 50               | 52               | 58               | 48               |                  |
| Середньомісячна швидкість вітру, м/с          | 2.45             | 2.70             | 3.00             | 2.90             | 2.54             | 2.30             | 2.30             | 2.10             | 2.10             | 2.30             | 2.40             | 2.50             |                  |
| Середньомісячна сонячна радіація, кДж/м²·день | 4198             | 6947             | 10910            | 15520            | 19431            | 21741            | 22146            | 20213            | 14926            | 9436             | 4776             | 3517             |                  |
| --------------------------------------------- | ---------------- | ---------------- | ---------------- | ---------------- | ---------------- | ---------------- | ---------------- | ---------------- | ---------------- | ---------------- | ---------------- | ---------------- | ---------------- |
| Джерело:                                      |                  |                  |                  |                  |                  |                  |                  |                  |                  |                  |                  |                  |                  |